# Municipio de Esquipulas Palo Gordo
Municipio de Esquipulas Palo Gordo är en kommun i Guatemala.   Den ligger i departementet Departamento de San Marcos, i den västra delen av landet, 140 km väster om huvudstaden Guatemala City.
Följande samhällen finns i Municipio de Esquipulas Palo Gordo:
- Esquipulas Palo Gordo